# Free as a Bird (Maxisingle/EP)
Free as a Bird (englisch Frei wie ein Vogel) ist eine am 4. Dezember 1995 veröffentlichte CD-Maxisingle (vormals: EP) der britischen Rockband The Beatles. Es war die 15. EP der Beatles in Großbritannien und die zweite EP, die auf Apple (Katalognummer R 6422) veröffentlicht wurde. Die CD-Maxisingle wurde ebenfalls in den USA und Deutschland veröffentlicht. Das Lied Free as a Bird stammt vom Album Anthology 1.

## Hintergrund
Die Veröffentlichung der CD-Maxisingle und Single Free as a Bird erfolgte zwei Wochen nach dem Erscheinen des Albums Anthology 1 am 20. November 1995. Die EP enthält drei Lieder, die sich nicht auf dem Album Anthology 1 befinden und bis dato lediglich auf dieser CD-Maxisingle erhältlich sind. Darüber hinaus wurde Free as a Bird auch als 7″-Vinyl-Single und in Europa auch als CD-Single veröffentlicht. Die 7″-Vinyl-Single/CD-Single enthält die Lieder Free as a Bird / Christmas Time (Is Here Again), wobei die A-Seite bei der Vinyl-Single auf 2:42 Minuten gekürzt wurde.
Am 16. Dezember 1995 stieg die CD-Maxi/Single in die britischen Single-Charts ein; insgesamt hielt sich Free as a Bird acht Wochen in den Single-Charts und erreichte Platz 2. In der ersten Woche wurden 120.000 Exemplare verkauft. In den USA erreichte die Single Platz 6 und in Deutschland Platz 37 in den Single-Charts.

## Covergestaltung
Das Cover entwarf Richard Ward/The Team. Die Zeichnung auf dem Vorderseitencover stammt von John Lennon. Der Rückseitencovertext wurde von Mark Lewisohn verfasst.

## Titelliste
1. Free as a Bird (Lennon/McCartney/Harrison/Starkey) – 4:26
  - Aufgenommen im Februar/März 1994 in den Hog Hill Studios, Sussex. Gesungen von John Lennon mit weiteren Gesangsteilen von Paul McCartney und George Harrison.
2. I Saw Her Standing There (Lennon/McCartney) – 2:51
  - Aufgenommen am 11. Februar 1963 in den Abbey Road Studios, London. Gesungen von Paul McCartney. Bei dieser Version handelt es sich um Take 9 (neunter Aufnahmeversuch). Für das Album Please Please Me wurde der Take 1 verwendet.
3. This Boy (Lennon/McCartney) – 3:17
  - Aufgenommen am 17. Oktober 1963 in den Abbey Road Studios. Gesungen von John Lennon, Paul McCartney und George Harrison. Zu hören sind zwei unvollständig eingespielte Versionen (Take 12 und 13). This Boy ist in der Originalversion die Single-B-Seite von I Want to Hold Your Hand.
4. Christmas Time (Is Here Again) (Lennon/McCartney) – 3:02
  - Aufgenommen am 28. November 1967 in den Abbey Road Studios. Gesungen von den Beatles. Bei dieser Version handelt es sich um eine gekürzte Fassung (Originallänge: 6:07 Min.) der Weihnachtssingle aus dem Jahr 1967, wobei im Wesentlichen nur der musikalische Teil übernommen wurde.

## Wiederveröffentlichungen
Die EP "Free as a Bird" wurde bisher nicht wiederveröffentlicht.